# Auguste Bournonville
August Bournonville (Copenhague, 21 de agosto de 1805-Ibídem, 30 de noviembre de 1879) fue maestro de ballet, coreógrafo y bailarín danés.

## Biografía
Fue el gran renovador del teatro y especialmente del ballet. Fue Maestro de ballet, coreógrafo y solista del Ballet Real Danés durante casi 50 años, desde el año 1830 hasta el año 1877. Su padre Antoine Bournonville, nacido en Francia, había estudiado con Jean-Georges Noverre y en su tiempo fue uno de los mejores bailarines. Pero August Bournonville siguió su propio camino y creó un estilo personal basado en la fuerza y en la expresión. Ambas características persisten en el ballet danés hasta nuestros días.
Después de trabajar en la ópera de París y en Londres, Bournonville volvió a Copenhague como solista y coreógrafo del Ballet Real Danés. Fue un bailarín con una gran fuerza expresiva y de una consumada pantomima, cualidades que enfatizó en todos sus ballets. Su estilo coreográfico también reflejó el acercamiento al pre-romance del profesor Vestris. Muchos de sus ballets han estado en el repertorio del Ballet Real Danés durante más de un siglo. August Bournonville también dirigió la Ópera Real de Estocolmo (Suecia) entre los años 1861 a 1864 y representó alguno de sus trabajos en Viena durante los años 1855 y 1856.
Con frecuencia unió su arte a la ejecución de temas corrientes y en dicha ejecución, y en las formas de expresión, captó los principales conflictos de su época, las violentas tensiones entre el orden y la inarmonía, entre las fuerzas constructivas y destructivas. Como sujetos de amor sus ballets representaron las luchas por un lado, entre la entrega, el matrimonio y la lealtad y por el otro la desenfrenada y salvaje, pasión erótica.
El Teatro Real de Copenhague ejecutó 53 trabajos mayores o menores de Bournonville; muchos de ellos son clásicos aún en esta época, tal como Et Folkesagn (Una leyenda popular) del año 1853. Su período más productivo fue sin duda entre los años 1848 y 1855, durante los cuales fueron estrenados cuatro de sus mejores trabajos: Konservatoriet (El Conservatorio) estrenado en el año 1849, Kermessen i Brügge (Kermes en Brügge) estrenada en el año 1851, Brudefærden i Hardanger (Procesión de Boda en Hardanger) estrenada en el año 1853 y el antes mencionado Et Folkesagn.
En el año 1877, después de su regreso a Dinamarca, se retiró y fue condecorado con el título de Sir. August Bournonville murió el 30 de noviembre de 1879 en la misma ciudad que le vio nacer, Copenhague. El mayor logro de August Bournonville y desde luego el más importante para el mundo de la danza consistió en elevar la disciplina del ballet, su técnica y su repertorio al nivel de las mejores compañías de Europa dando, en su peculiar y personal estilo, importancia significativa no solo a los bailarines masculinos sino a los de ambos sexos.

## Bournonville y la Danza Española
Bournonville sentía, contrariamente a la opinión que se tenía en el resto de Europa, que el ballet debía llegar al público, emocionarlo, pero sin llegar a lo frívolo. Es cierto que para los países del norte de Europa, España o Italia les resultaba algo exóticos, pero a su vez, existía una cultura de rechazo hacia ellos, debido a que Dinamarca era un país de tradiciones muy arraigado a la religión, por lo que el teatro y la danza se vieron afectados en el estilo y muchas coreografías podían llegar a parecer lascivas, como el caso de algunos Pas de deux. Por ello, Bournonville decidió crear su propia danza española.
Él nunca llegó a visitar España, pero gracias al libro de Christian Andersen sobre sus viajes por España y la coronación de Christian VIII en 1840, cuando Mariano Camprubí y Dolores Serral, bailarines españoles, bailaron en Copenhague tras su éxito en París, se inspira para algunos de sus ballets. El hecho de que no lo eligieran a él para bailar en la coronación, no le gustó, por lo que tampoco le fue agradable la actuación de los españoles, ya que iba totalmente en contra a lo que él había aprendido en Francia, aunque no pudo negar las cualidades técnicas e interpretativas de estos artistas. Finalmente, los bailarines le invitaron a bailar con ellos el bolero à quatre, que aceptó a interpretar para demostrar que también podía hacerlo. De ellos, alabó su estilo, entrega, su expresividad en el movimiento y talento innato y reconoció que había aprendido bastante de ellos, pero también afirmó, que la actuación fue un gran éxito gracias a su participación.
Al año siguiente, estrenó su ballet ``El Toreador´´ haciendo él mismo de bailarín principal. Este ballet sí que fue un éxito, al contrario de una versión que realizó años antes sobre El Quijote. Era la misma época en la que Fanny Elssler triunfó con La Cachucha, interpretación que Bournonville alabó al verla en Londres y fue momento en el que gran número de bailarinas intentaron imitarla y realizar interpretaciones dentro del estilo español, como la mismísima alumna predilecta de Bournonville, Lucile Grahn, que en 1837 interpretó ``La Cachucha´´ y ``El Jaleo de Jerez´´ en Dinamarca, siendo una interpretación muy aceptada y aplaudida por todos los daneses.
Todas estas interpretaciones que surgieron, supusieron para Bournonville la visión del carácter lascivo del Fandango y rechazaba lo que según él, era vulgaridad en gestos muy exagerados y gran cantidad de amaneramientos. Por ello, quiso demostrar que se podía hacer un ballet de estilo español que siguiera ligado a la decencia y belleza, creando así su ballet La Ventana. Unos años después, su visión se hizo más radical. Le pareció que la danza se había hecho muy vulgar y que lo único que buscaba era atraer al público para entretenerlo. Y terminó arrepintiéndose se haber sacrificado su tiempo y creatividad en un arte que se había convertido meramente en un entretenimiento.

## Similitudes y diferencias entre laEscuela Boleray la Escuela Bournonville

### Similitudes
- Ambas transcurren y se desarrollan llegando a su momento cumbre en la misma época, el siglo XIX.
- Buscan la naturalidad, que los bailarines muestren lo que realmente sienten sin ninguna imposición de un papel y usan las cabezas conforme al movimiento (gracias también a los épaulés), marcando los acentos de las piernas y siguiendo la mano de manera natural.
- Los bailarines solo mostraban en aquella época la parte baja de las piernas, por lo que el trabajo de pies era muy importante. Saltos y baterías realizados tanto por hombres como por mujeres, introducidos dentro de ejercicios y variaciones, dándoles igual importancia y realizándolos con gran rapidez y calidad, variedad y brillantez, siendo éstos más importantes que los grandes saltos con extensiones de piernas y dando igual importancia a los pasos principales que a los entrepasos.
- Se mantiene en ambas escuelas el peso del cuerpo sobre los metatarsos para poder hacer cambios rápidos.
- Ambas escuelas usan de manera muy habitual el port de bras alrededor y las inclinaciones de torso, conocidas como quiebros en la Escuela Bolera. Usan el spot en los giros (En el caso de la escuela bolera, tiene diferente origen, y es que ellos mantenía la mirada hacia los bailarines para así aumentar la complicidad).
- Saltos con acento abajo o caída del salto en la parte fuerte del compás debido a la unión con la música y su acompañamiento, en un caso de las castañuelas y en el otro del violín o piano.

### Diferencias
- Movimientos sencillos de port de bras en la Escuela danesa frente a movimientos más complejos y ornamentados en la Escuela Bolera.
- En la Escuela danesa se utilizan torsos ligeramente más adelantados con estilo romántico y mayor número de movimientos en diagonales.
- Uso de castañuelas en la Escuela Bolera y de puntas en la E. danesa.
- Estilo interpretativo. La Escuela Bolera podría considerarse una constante coreografía de corriente pagana, mostrando el folklore, vivacidad y alegría de los pueblos.

## Pasos semejantes y nomenclaturas correspondiente entre escuelas
| Ballet académico             | Escuela Bolera                  |
| ---------------------------- | ------------------------------- |
| Baterías con acentos bajos   | Ídem.                           |
| Échappé sauté                | Ídem manteniendo las posiciones |
| Tour en l´air                | Tordín                          |
| Rond de jambe en l´air sauté | Rodazán                         |
| Brisé Volée Sous sus         | Briseles del susu               |
| Gargouillade                 | Gargollata                      |
| Chassé                       | Ídem                            |
| Balloné                      | Ídem                            |
| Pas de bourré a tendu        | Matalaraña                      |
| Jeté balancé                 | Paso Vasco                      |
| Jeté coupé                   | Piflá                           |
| Temps de flèche + vuelta     | Vuelta fibraltada               |
| Grand battement arrondí      | Campanela alta                  |
| Battement frappé             | Ídem                            |
| Changement                   | Cambiamento                     |
| Glissade                     | Lisada                          |
| Sissone                      | Sisol                           |
| Retirés sautés               | Embotados                       |
| Cambrés y souplésse          | Quiebros                        |
| Port de bras                 | Braceo                          |
| Temps de flèche              | Tijera                          |

## Alguno de sus estrenos
- Festival de flores en Genzano. Pas de deux. Estreno mundial: (Ballet completo Blomsterfesten i Genzano ) Ballet Real Danés, Teatro Real de Copenhague, 19/12/1858. Coreografía de August Bournonville.

- Los guardianes de Amager. Pas de trois. Estreno mundial: (Bajo el título Los Guardianes de la Vida en Amager, ballet en dos actos) Ballet Real Danés, Teatro Real de Copenhague, 19/2/1871. Libreto y coreografía de August Bournonville.

- Napoli divertimento. Estreno mundial: (Ballet completo) Ballet Real Danés, Teatro Real de Copenhague, 29/3/1842. Coreografía de August Bournonville. Reparto Original: Caroline Fjelstead, August Bournonville.

- La sílfide (La Sílfide de los Terrenos montañosos). Estreno mundial: (Conocido como Sílfides) Ballet Real Danés, Teatro Real de Copenhague, 28/11/1836. Coreografía de August Bournonville. Reparto Original: Lucile Grahn, August Bournonville.

- La ventana. Pas de trois. Estreno mundial: (Ballet completo) Ballet Real Danés, Teatro Real de Copenhague, 19/6/1854. Coreografía de August Bournonville

Otras de sus obras es "Lejos de Dinamarca" inspirada en los inmigrantes Daneses en Argentina